# Dieuze
Dieuze – miejscowość i gmina we Francji, w regionie Grand Est, w departamencie Mozela.
Według danych na rok 1990 gminę zamieszkiwało 3566 osób, a gęstość zaludnienia wynosiła 381 osób/km² (wśród 2335 gmin Lotaryngii Dieuze plasuje się na 123. miejscu pod względem liczby ludności, natomiast pod względem powierzchni na miejscu 643.).
W miejscowości znajduje się polski cmentarz wojenny, na którym zostali pochowani m.in.  żołnierze 1 Dywizji Grenadierów, polegli w kampanii francuskiej  w czerwcu 1940 roku. 